# Camera (Zeitschrift)
Camera war die erste ausschliesslich auf Fotografien ausgerichtete Zeitschrift in der Schweiz.
1922 vom Zeitungs- und Zeitschriftenverleger Carl Josef Bucher und dem österreichischen Ingenieur Adolf Herz gegründet als Illustrierte Monatsschrift für Berufsphotographen und Amateure, erschien diese international bedeutsame Fotozeitschrift im C. J. Bucher Verlag (Luzern) bis 1981. Die Internationale Monatszeitschrift für Photographie und Film, wie sie sich auch nannte, war weltweit zu abonnieren und erschien in deutscher, englischer und französischer Sprache. Nach einem Schlaganfall von Carl Josef Bucher im Jahr 1941 übernahm seine zweite Frau Alice Bucher die Leitung des C. J. Bucher Verlags und die Herausgabe der Zeitschrift Camera.
Chefredakteur von 1956 bis 1964 war Romeo E. Martinez. Unter seiner Leitung entwickelte sich Camera zur bedeutendsten Zeitschrift zeitgenössischer Photographie im deutschsprachigen Raum.
Nachdem die Hefte ab 1957 in drei separaten, inhaltlich aber identischen Ausgaben jeweils in deutscher, englischer und französischer Sprache herausgegeben wurden, entwickelte sich Camera zu einem international angesehenen Magazin.
Als Chefredakteur leitete der Fotograf Allan Porter, New York/Luzern, Camera ab 1965 bis zur Einstellung im Jahr 1981.
Die Übernahme des C.J. Bucher Verlages im Jahr 1973 durch Ringier hatte Folgen für die Entwicklung der Zeitschrift. Weder entsprach die Profitabilität des drucktechnisch aufwändig produzierten Magazins den Anforderungen Ringiers, noch gab es ein nennenswertes strategisches Interesse an der Herausgabe eines hochwertigen Photographiemagazins.
Trotz der durch Allan Porter eingeleiteten internationalen Ausrichtung der Zeitschrift auch in den amerikanischen Raum, der Steigerung der Auflage und des weiterhin international hohen Ansehens wurde die Zeitschrift mit der Dezember-Ausgabe 1981 eingestellt.
Zur Redaktion gehörten zeitweise auch Emil Bühler, Luzern, und Max Albert Wyss, Luzern, und Ladislaus A. Mannheim, London, als Redaktor des technischen Teils, R. Wagner (Redaktionssekretariat) sowie als künstlerischer Assistent H. Opitz.